# Alan Kulwicki
Statistiques en NASCAR Cup Series
Dernière mise à jour : 17 décembre 2016 
Alan Dennis Kulwicki est un pilote américain de NASCAR né le 14 décembre 1954 à Greenfield, Wisconsin, et mort le 1er avril 1993 à Blountville,  Tennessee.

## Carrière
Il commence sa carrière en 1985 et remporte le championnat de la première division NASCAR Winston Cup en 1992. Il fut le premier à faire ses tours d'honneur dans le sens inverse du circuit, ce que tous les pilotes continuèrent à faire en sa mémoire après son décès en 1993 dans un accident d'avion.

## Liens externes

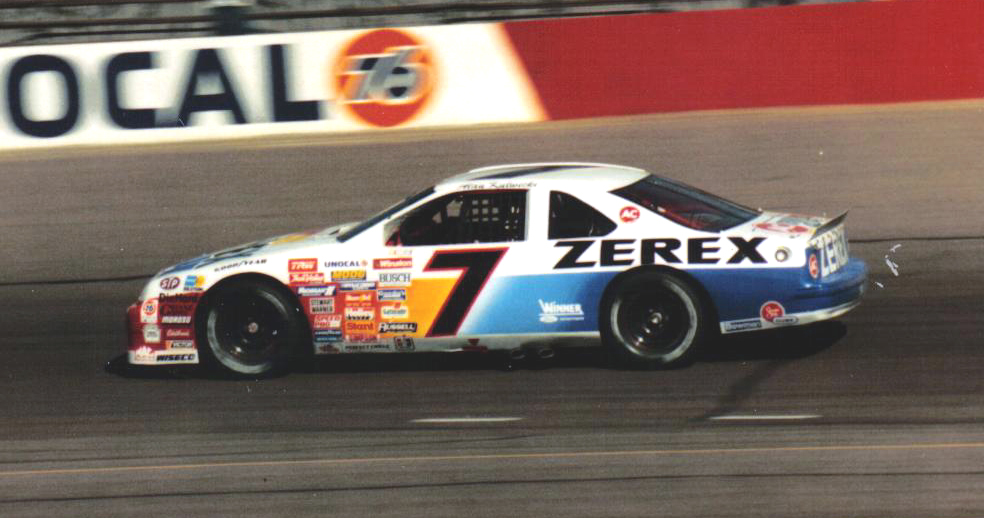
Alan Kulwicki en 1989
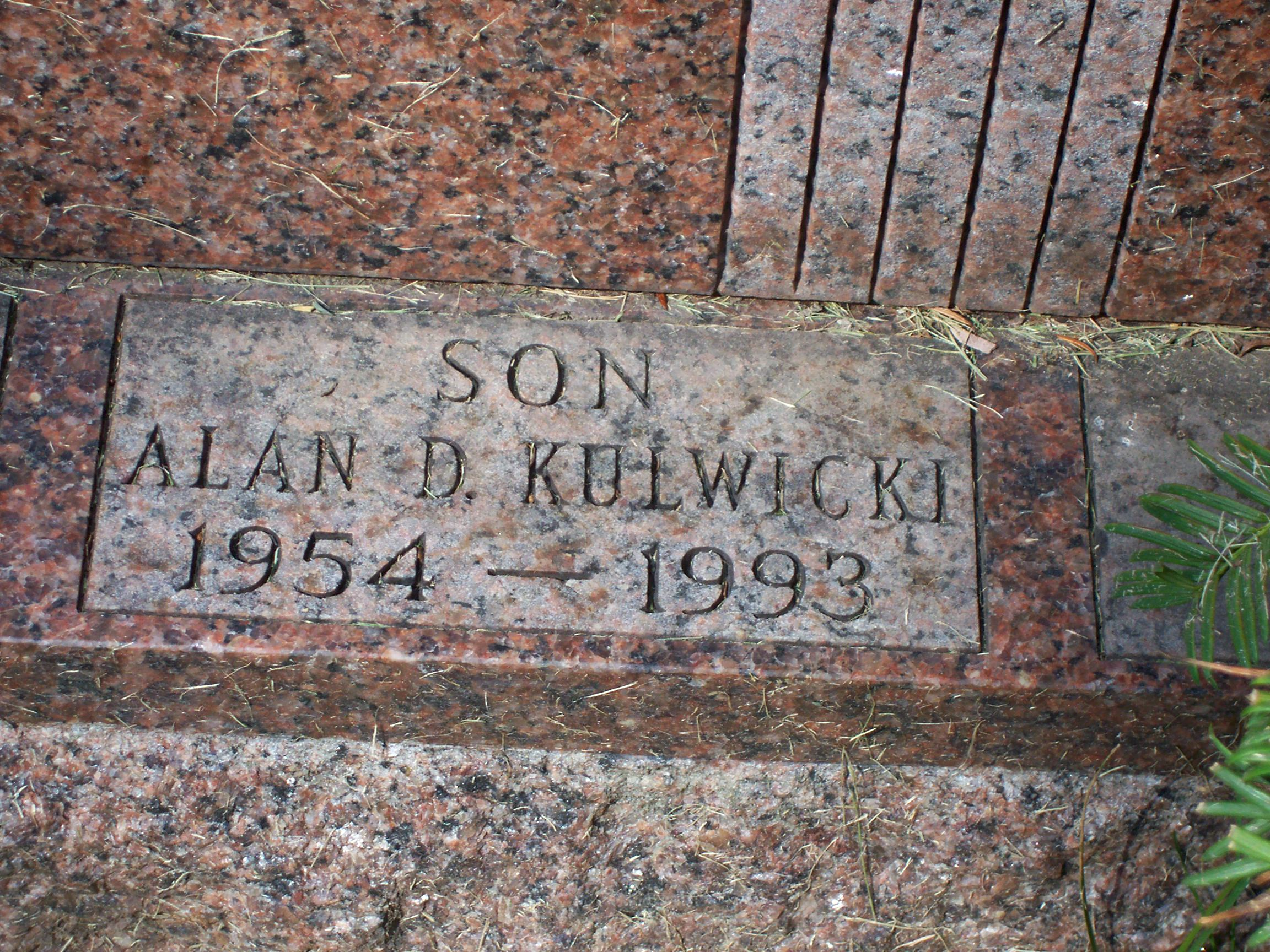
Une plaque gravée en mémoire d'Alan Kulwicki